# Дубай (аеропорт)
Міжнародний аеропорт Дубай (араб. مطار دبي الدولي), (IATA: DXB, ICAO: OMDB) — найбільший цивільний аеропорт Об'єднаних Арабських Еміратів, розташований за чотири кілометри на південний схід від історичного центру Дубаю в районі Аль-Гархуд.
Міжнародний аеропорт Дубай має максимальну пропускну здатність до 100 мільйонів пасажирів і 2,1 млн тонн вантажів на рік, будівництво аеропорту обійшлося приблизно в 5,5 млрд доларів США. До 2001 року завершилася програма розширення аеропорту, після чого аеропортовий комплекс став включати в себе три термінали з трьома пасажирськими секторами, два великих вантажних термінали, виставковий центр з трьома великими залами, центр з ремонту та обслуговування авіаційної техніки й інші приміщення сервісних підрозділів та служб перевезень. Максимальна пропускна здатність аеропорту при цьому виросла до 80 млн пасажирів на рік.
За підсумками 2009 року аеропорт Дубай зайняв 15-е місце в списку найбільш завантажених аеропортів світу за показником обсягу пасажирських і 8-е місце за показником обсягу вантажних перевезень. 2008 року аеропорт також вийшов на 6-е місце в світі за трафіком міжнародного пасажирського потоку.
Міжнародний аеропорт Дубай підпорядкований Управлінню цивільної авіації ОАЕ і є базовим аеропортом для національної авіакомпанії країни Emirates Airline. Транзитний вузол (хаб) Emirates Airline обробляє до 60% усіх пасажирських перевезень аеропорту та обслуговує близько 37% усіх операцій щодо зльотів/посадок літаків, і, таким чином, є найбільшим авіаційним вузлом Близького Сходу та Африки. Аеропорт є також базовим для бюджетної авіакомпанії Flydubai. Крім того, Міжнародний аеропорт Дубай використовується як вторинний хаб авіакомпаніями Jazeera Airways, Iran Aseman Airlines, airblue, Royal Jordanian і є одним з основних пунктів призначення для регулярних маршрутів авіакомпаній Singapore Airlines, Yemenia, Biman Bangladesh Airlines, Air India, Pakistan International Airlines та регіональних перевізників Dolphin Air, Falcon Express Cargo Airlines і Aria Air.
Станом на червень 2009 року аеропорт обробляв близько 5600 рейсів на тиждень 130 авіакомпаній за більш ніж 200 пунктами призначення в країнах Північної Америки, Європи, Південної Америки, Східної, Південної та Південно-Західної Азії, Австралії та Африки. За підсумками 2008 року послугами Міжнародного аеропорту Дубай скористалися 37 441 440 осіб, загальний пасажирський трафік при цьому збільшився на 9,7%, а міжнародний — на 9,3% по порівняно з 2007 роком. Вантажоперевезення в 2008 році збільшилися порівняно з попереднім роком на 9,4% і склали 1824 млн тонн, внаслідок чого аеропорт вийшов на 11-е місце в списку найбільших аеропортів світу за показником вантажообігу за рік.
14 жовтня 2008 року було введено в експлуатацію нову будівлю пасажирського Терміналу 3, який на початку січня 2009 року було додатково розширено й модернізовано.
10 лютого 2013 року був повністю введений в експлуатацію Конкорс A терміналу 3, який обслуговує літаки Airbus A380 флагманської авіакомпанії країни Emirates Airline.

## Історія
Історія цивільної авіації в Дубаї бере свій початок у липні 1937 року з підписанням угоди на оренду аеродрому гідролітаків для британської авіакомпанії Imperial Airways. Вартість оренди становила 440 рупій на місяць і включала в себе заробітну плату персоналу з охорони території. Дещо пізніше комерційні маршрути відкрила авіакомпанія Empire Flying Boats, виконуючи регулярні і чартерні рейси між Карачі (Індія) і Саутгемптоном (Англія). До лютого 1938 року по даному маршруту на гідролітаках відбувалося чотири рейси на тиждень.
У 1940–х роках базу гідролітаків у Дубай використовувала авіакомпанія British Overseas Airways Corporation (BOAC), яка виконувала рейси з Південної Африки до Сіднею через Перську затоку.

### Будівництво
Будівництво аеропорту розпочалося британською компанією Costain Group в 1959 році за розпорядженням правителя Дубая шейха Рашида ібн Саїда аль-Мактума (араб. راشد بن سعيد آل مكتوم). Офіційно аеропорт відкрився в 1960 році й мав у своєму складі невеликий пасажирський термінал, три майданчики для стоянок літаків і злітно-посадкову смугу 1800 метрів завдовжки на ущільненому піску, здатну приймати літаки розмірами з Douglas DC-3.
Через розширення комплексу аеропорту виникла необхідність у більш відповідній будівлі для розміщення пожежних служб. Необхідний об'єкт було побудовано в районі середини злітно-посадкової смуги і було здано в експлуатацію наприкінці 1976 року. У грудні 1978 року було завершено ціла серія будівництва, що включала в себе нові будівлі і приміщення під підрозділ, що займається ремонтом і обслуговуванням літаків, електрорадіотехнічну й інженерну служби. У пасажирському терміналі з'явилися зона для транзитних пасажирів, ресторан і нові приміщення для приготування їжі.
У травні 1963 року розпочалося будівництво асфальтованої злітно-посадкової смуги завдовжки 2804 метри, яка була здана в експлуатацію в травні 1965 року разом з другим будинком пасажирського терміналу, ангарами і новим навігаційним обладнанням. Церемонія відкриття нової ЗПС відбулася 15 травня 1965 року і ознаменувалася прибуттям в аеропорт перших великих реактивних лайнерів De Havilland Comet авіакомпаній Middle East Airlines і Kuwait Airways. Система освітлення злітно-посадкової смуги була введена в дію в серпні 1965 року. У другій половині 1960-х років в аеропорту вводяться в дію VOR (англ. VHF Omni-directional Radio Range, VOR) та ILS (англ. Instrument Landing System, ILS). До 1969 року аеропорт обслуговував рейси дев'яти авіакомпаній по більш ніж двадцяти напрямках.
Поява у цивільній авіації широкофюзеляжних реактивних літаків в 1970-х роках зажадало подальшого будівництва комплексу аеропорту. В даний період було здано в експлуатацію новий триповерховий будинок пасажирського терміналу, який має 110 метрів завдовжки і площу в 13 400 м², руліжні доріжки під широкофюзеляжні лайнери і нова 28-метрова вишка командно-диспетчерського пункту управління повітряним рухом.

### Розширення
На початку 1970-х років в аеропорту Дубай розпочалася чергова програма розширення і реконструкції аеропортового комплексу. Виконано роботи по подовженню до 3810 метрів злітно-посадкової смуги, розширення руліжних доріжок, уведенню в дію ILS, сертифікованої за другим класом (англ. ILS Category II), дизель-генераторних установок, а також установці приводної радіостанції (NDB) (англ. non-directional beacon (NDB)), що дали аеропорту можливість приймати літаки типів Boeing-747 і Конкорд.
Наступним важливим етапом у процесі модернізації аеропорту стало будівництво другої злітно-посадкової смуги з асфальтовим покриттям, що завершилося в квітні 1984 року із випередженням на три місяці проти розрахункового терміну. Нова ЗПС розташована паралельно першій і на відстані 360 метрів на північ від неї і на той момент була оснащена новітньою системою освітлення і курсо-гліссадною системою заходу на посадку (ILS), сертифікованої за другою категорією. Крім того, були виконані роботи по частковому розширенню і модернізацію будівель пасажирських терміналів.
23 грудня 1980 року аеропорт Дубай став постійним членом Міжнародної ради аеропортів.
Протягом 1980-х років аеропорт Дубай використовувався авіакомпаніями Air India, Cathay Pacific, Singapore Airlines, Malaysia Airlines й іншими як транзитний заправний аеропорт на рейсах між Азією і Європою. З введенням на ці маршрути далекомагістральних лайнерів Airbus A340, Boeing 747-400 і Boeing 777 зникла необхідність у проміжній зупинці для дозаправки літаків.

## Авіакомпанії, що базуються в аеропорту
- Emirates Airline — найбільша авіакомпанія — оператор «Міжнародного аеропорту Дубай», що експлуатує парк з понад 180 широкофюзеляжних літаків Airbus і Boeing. Маршрутна мережа компанії охоплює країни Близького Сходу, Африки, Європи, Північної і Південної Америки, Азії, Австралії і Нової Зеландії. Рейси Emirates Airline обслуговуються тільки в пасажирському терміналі 3;
- Emirates SkyCargo — дочірня авіакомпанія Emirates Airline, що виконує вантажні авіаперевезення між Дубаєм і аеропортами всіх континентів;
- Flydubai — бюджетна авіакомпанія ОАЕ, яку обслуговує в Терміналі 2 і здійснює регулярні пасажирські перевезення в країни Близького Сходу, Африки, Європи та Південної Азії.

## Інфраструктура аеропорту

### Термінали, загальні відомості
Міжнародний аеропорт Дубай експлуатує три пасажирські термінали, будівля Терміналу 4 тепер знаходиться в стадії узгодження завдання на проектування. Термінал 1 має один конкорс C, термінал 3 складається з двох конкорсів A і B, термінал 2 розташований окремо від двох інших.
Термінал обслуговування вантажних авіаперевезень також знаходиться в окремій будівлі і здатний обробляти до 3 млн тонн вантажів на рік, поряд з ним розташований термінал для обслуговування авіації загального призначення.

### Пасажирські термінали
Обслуговування пасажирських рейсів у Міжнародному аеропорту Дубай на середину 2010-х проводиться в трьох терміналах. Будівлі терміналів 1 і 3 безпосередньо з'єднані між собою загальною транзитною зоною, що дозволяє пасажирам переміщатися між ними без проходження процедур митного контролю, у той час, як будівля Терміналу 2 побудовано на протилежному боці комплексу аеропорту. Пасажири, які прямують транзитом через аеропорт Дубай і проходять реєстрацію в Терміналі 2, можуть скористатися послугами місцевого автобусного сполучення: час поїздки між терміналами 1 і 2 становить близько 20 хвилин, переміщення між терміналами 1 і 3 займає близько півгодини.
Максимальна пропускна здатність трьох пасажирських терміналів укупі з VIP терміналом складає 75–80 млн пасажирів на рік. Загальна площа пасажирських терміналів становить 225 020 м². Термінальний комплекс обслуговує весь спектр пасажирських перевезень, Термінал 2 призначений, головним чином, для чартерних рейсів і рейсів бюджетних авіакомпаній у країни Близького Сходу та Перської затоки, термінали 1 і 3 сумарно обробляють до 90% всього обсягу пасажирських перевезень аеропорту.

#### Термінал 1
Термінал 1 імені шейха Рашида спочатку мав максимальну пропускну здатність у 30 млн пасажирів на рік, проте, зі збільшенням загального навантаження на аеропорт згодом був територіально розширено на 29 нових ґейтів, пропускна здатність при цьому збільшилася до 30 млн пасажирів на рік. Термінал 1 обслуговує 125 авіакомпаній і містить 40 стійок паспортного контролю і 14 пунктів видачі багажу (багажних каруселей).

#### Конкорс C (раніше — конкорс 1)
Конкорс C був відкритий у 2000 році та був головною пасажирської зоною Міжнародного аеропорту Дубай аж до введення в експлуатацію Терміналу 3. Конкорс C входить до складу Терміналу 1 і з'єднаний з основною будівлею підземним переходом завдовжки 300 метрів. Конкорс C разом із загальним терміналом 1 обслуговує 125 міжнародних авіакомпаній і включає в себе 60 виходів на посадку (гейтів), зокрема 32 телетрапи та 28 віддалених гейтів, розташованих на нижніх рівнях будівлі. Гейти конкорсу C пронумеровані в діапазоні від C01 до C60.
Інфраструктура конкорсу C має у своєму складі ресторани, кімнати відпочинку, п'ятизірковий готель, бізнес-центр, оздоровчий клуб і торговий центр дьюті фрі площею в 5400 м². На території конкорсу також знаходяться медичний центр і молитовні кімнати.
Термінал 2 складається з наземних і підземних поверхів, має 180 стійок реєстрації квитків, зали для пасажирів першого і бізнес класів, ресторани й автомобільну стоянку на 2600 місць. У результаті робіт з реконструкції терміналу площа торгових зон була більш ніж подвоєна порівняно з початковим варіантом, збільшившись на 4800 м² в основній будівлі терміналу й на 10 700 м² у будівлі конкорсу 2. Зона безмитної торгівлі спочатку займала площу 50 м² у залі прибуття і 3437 м² у залі відправлення пасажирів, згодом територія дьюті-фрі була розширена ще на 3437 м².

#### Термінал 2
Будівля Терміналу 2 була введена в експлуатацію в 1998 році та після проведення робіт з модернізації та розширенню операційної площі має максимальну пропускну здатність 5 млн пасажирів на рік. Термінал 2 обслуговує в основному рейси невеликих авіакомпаній країн Перської затоки, більшість з яких виконуються в Іран, Пакистан і Афганістан. Термінал 2 працює майже на максимальному завантаженні, обслуговуючи понад 25 авіакомпаній, влітку 2009 року Термінал 2 став базовим для бюджетної авіакомпанії Flydubai
Термінал 2 складається з наземних і підземних поверхів, включає в себе 180 стійок реєстрації квитків, зали для пасажирів першого і бізнес класів, ресторани й автомобільну стоянку на 2600 місць. Унаслідок робіт з реконструкції терміналу площа торгових зон була більш ніж подвоєна в порівнянні з початковим варіантів, збільшившись на 4800 м² в основній будівлі терміналу і на 10 700 м² в будівлі конкорсу 2. Зона безмитної торгівлі спочатку займала площу 50 м² в залі прибуття і 3437 м² в залі відправлення пасажирів, згодом територія дьюті-фрі була розширена ще на 3437 м².
Основна зона Терміналу 2 має 52 стійки імміграційного контролю, 14 багажних каруселей і 12 стійок контролю за біометричними паспортами (англ. Electronic Passport Control System).

#### Термінал 3
Термінал 3 має 2 конкорси — Конкорс B (раніше — конкорс 2) і конкорс A (раніше — конкорс 3).

#### Конкорс B
Будівля конкорсі B безпосередньо пов'язане з терміналом 3 за допомогою 950-метрової системи переходів і використовується для обслуговування пасажирів авіакомпанії Emirates Airline. Зони прильоту та відправлення пасажирів розташовуються на декількох рівнях (поверхах) і включають у себе 32 телетрапи з номерами B01 — B32, п'ять з яких сертифіковані під прийом літаків Airbus A380.
У будівлі конкорсу B знаходяться готель на 300 місць з п'яти- і чотиризірковими номерами і спортивно-оздоровчі центри.

#### Конкорс A
Конкорс A, побудований у 2011 році, є зменшеною копією конкорсу B. Він розрахований на пропускну здатність 15 млн пасажирів на рік і має 20 гейтів. З конкорсу А вилітає більшість рейсів, на Airbus A380.
Конкорс A є окремою спорудою і має сполучення з терміналом 3 і конкорсом B і C за допомогою метро, поїздка на якому займає декілька хвилин.

#### Термінал 4
Термінал 4 збудований і відкритий у 2016 р. Обслуговує пасажирів, з’єднаний з терміналом 1 лінією безпілотного метро.

#### VIP термінал
VIP-термінал Міжнародного аеропорту Дубай відкрився 17 листопада 2008 року та призначений для обслуговування високопоставлених осіб, бізнесменів, спортивних зірок і співробітників великих корпоративних структур. VIP-термінал розташовано близько пасажирського Терміналу 2, займає площу 5500 м² у двох рівнях, має ангар площею 3700 м² і спеціальну автопарковку для розміщення автомобілів на тривалі терміни стоянки.
VIP-термінал має власну службу імміграційного митного контролю. У будівлі терміналу також знаходяться дьюті-фрі, обладнані за останнім словом техніки бізнес-центр і конференц-зали, вісім багатих приватних салонів, є служба лімузинів для доставки пасажирів до літаків.

#### Вантажний термінал
Вантажний авіавузол Міжнародного аеропорту Дубай є одним з найбільших у світі транзитних хабів вантажних авіаперевезень, обслуговуючі основні напрямки до країн Азії та Африки. У 2004 році керівництвом аеропорту було прийнято план з будівництва першої черги вантажного терміналу Мега (англ. cargo mega terminal), який буде розрахований на оброблення 3 млн тонн вантажних перевезень.

#### Квітковий центр
Керівництво Міжнародного аеропорту Дубай впевнене в необхідності будівництва центру обробки квіткової продукції в аеропорту, оскільки Дубай є перевалочною базою для імпорту і експорту квітів, а сама продукція потребує спеціальних умов зберігання і транспортування. Перший етап створення Квіткового центру був завершений у 2004 році й обійшовся скарбниці аеропорту в 50 млн доларів США.
Будівництво Квіткового центру буде продовжено протягом ще як мінімум двох років. Після повного введення в експлуатацію Центр забезпечуватиме належний рівень автоматизації технологічних процесів, ручна праця по сортуванню квіткової продукції на першому етапі буде замінена напівавтоматичною, а потім і повністю автоматичним сортуванням.
Квітковий центр займатиме площу близько 100 000 м², очікувана пропускна здатність становить понад 300 000 тонн вантажу на рік. Температуру всіх технологічних приміщень Центру планується підтримувати на рівні від +2 °C до +4 °C.

### Злітно-посадкові смуги
Міжнародний аеропорт Дубай експлуатує дві паралельні злітно-посадкові смуги 12R/30L та 12L/30R завдовжки 4000 м і завширшки 60 м кожна. Обидві ЗПС обладнані курсо-гліссадними системами для можливості роботи в дуже поганих метеорологічних умовах. Злітно-посадкові смуги аеропорту розширені під прийом літаків Airbus A380 і сертифіковані по категорії IIIb.
У рамках робіт по другому етапу модернізації аеропорту було проведено зміцнення обох злітно-посадкових смуг і завершений комплекс робіт зі створення інфраструктури обслуговування недавно зданої в експлуатацію другої ЗПС.

### Airbus A380
Необхідність проведення робіт по модернізації аеропортового комплексу під можливість обслуговування найбільших пасажирських літаків Airbus A380 була викликана, насамперед, експлуатацією цих лайнерів національної авіакомпанії Emirates Airline, що базується в аеропорту. Управління цивільної авіації Дубая витратило 120 мільйонів доларів США на реконструкцію двох пасажирських терміналів, розширення посадочних гейтів, нові паркувальні місця і телескопічні трапи, розширення злітно-посадкових смуг, а також на збільшення площі багажних каруселей, збільшивши їх довжину зі стандартних 70 до 90 метрів. Унаслідок збільшення каруселей пасажири А380 витрачають на отримання свого багажу не більше часу, ніж пасажири Boeing 747-400, що вміщує значно менше осіб порівняно з А380.
16 липня 2008 року аеропорт Дубай оголосив про введення в дію п'яти спеціальних гейтів Терміналу 1 з телетрапами, що дозволяють здійснювати посадку пасажирів A380 відразу на два рівня 555-місцевого літака. Нові п'ять гейтів обійшлися аеропорту в 10 млн доларів США. У період до 14 листопада 2008 року було здано ще 8 подібних гейтів у Терміналі 3.
Керівництво Міжнародного аеропорту Дубай інвестувало 3,5 млрд доларів США в будівництво нового конкорсу 3, призначеного виключно для обслуговування A380 авіакомпанії Emirates Airline. Термінал був повністю введений в експлуатацію в лютому 2013.

## Послуги та сервіс

### Наземне обслуговування
Наземне обслуговування у Міжнародному аеропорту Дубай проводиться силами дубайської компанії Dnata Ground Handling Services, яка займається обробкою вантажних рейсів, вантаженням і вивантажити багажу на пасажирських рейсах, а також технічним обслуговуванням літаків авіакомпаній.

### Обслуговування літаків
Інженерна служба Emirates Airline має в Міжнародному аеропорту Дубай власний стенд (полігон) для проведення технічного обслуговування і ремонту двигунів літаків, а також займається наданням усього спектра технічних послуг з обслуговування літаків як компанії Emirates Airline, так і інших авіакомпаній, що працюють в аеропорту Дубай.
Поточна інфраструктура техобслуговування літаків містить:
- Сім літакових ангарів, адаптованих під розміри Airbus A380;
- Ангари для фарбування літаків;
- Складальні промислові цехи;
- Стенд для техобслуговування авіаційних двигунів;
- Службу проходження процедур технічного огляду й обслуговування літаків;
- Тестову камеру для авіаційних двигунів;
- Склад авіаційних запасних частин.